# Wotho
Wotho è un atollo dell'Oceano Pacifico.  Appartenente alle isole Ralik è amministrativamente una municipalità delle Isole Marshall. 
Ha una superficie di 4,33 km², una laguna di 94,92 km² e 145 abitanti (1999).

## Popolazione
| Popolazione |      |      |      |      |      |      |  |  |  |
| Anno        | 1958 | 1967 | 1973 | 1980 | 1988 | 1999 |  |  |  |
| Abitanti    | 71   | 0    | 61   | 85   | 90   | 145  |  |  |  |
|             |      |      |      |      |      |      |  |  |  |